# Зальдув
Зальдув (пол. Zaldów) — село в Польщі, у гміні Іваніська Опатовського повіту Свентокшиського воєводства.
Населення — 120 осіб (2011).
У 1975-1998 роках село належало до Тарнобжезького воєводства.

## Демографія
Демографічна структура на день 31 березня 2011 року:
|          | Загалом | Допрацездатний вік | Працездатний вік | Постпрацездатний вік |
| -------- | ------- | ------------------ | ---------------- | -------------------- |
| Чоловіки | 65      | 10                 | 52               | 3                    |
| Жінки    | 55      | 8                  | 39               | 8                    |
| Разом    | 120     | 18                 | 91               | 11                   |